# Selago luxurians
Selago luxurians är en flenörtsväxtart som beskrevs av Jacques Denys Denis Choisy. Selago luxurians ingår i släktet Selago och familjen flenörtsväxter. Inga underarter finns listade i Catalogue of Life.